# Comuna Kureacivka, Bilokurakîne
Kureacivka (în ucraineană Курячівка) este o comună în raionul Bilokurakîne, regiunea Luhansk, Ucraina, formată din satele Homenkove Perșe, Kureacivka (reședința), Popivka și Rudove.

## Demografie
Componența lingvistică a comunei Kureacivka
     Ucraineană (93,58%)
     Rusă (5,8%)
     Alte limbi (0,46%)
Conform recensământului din 2001, majoritatea populației comunei Kureacivka era vorbitoare de ucraineană (93,58%), existând în minoritate și vorbitori de rusă (5,8%).